# Joseph Sprague
Charles Joseph Sprague (* 21. April 1939) ist ein US-amerikanischer Geistlicher und emeritierter methodistischer Bischof in den Vereinigten Staaten.

## Leben
Nach 27 Jahren im Pfarramt und sieben Jahren als Ökumenebeauftragter wurde Sprague 1996 als Bischof der United Methodist Church für Chicago und Northern Illinois gewählt. 2004 trat er in den Ruhestand.
Als Sprague 2002 sein Buch Affirmations of a dissenter veröffentlichte, entzündete sich daran innerhalb der EmK ein theologischer Streit. Unter anderem wendet sich Sprague gegen die jungfräuliche Geburt Jesu.

## Schriften
- Affirmations of a dissenter. Nashville, TN: Abingdon Press 2002, ISBN 0-687-72825-8